# Togrul Schachtachtinski
Togrul Schachtachtinski, aserb. Toğrul Ne'mət oğlu Şahtaxtinski, russ.  Тогрул Неймат оглы Шахтахтинский (* 22. Oktober 1925 in Baku; † 8. Oktober 2010 ebenda) war ein aserbaidschanischer Chemiker.

## Leben
Nach dem Abitur im Jahre 1943 studierte er an der Fakultät für Chemie und Technologie des Aserbaidschanischen Instituts für Industrie. Nach Abschluss im Jahr 1949 war er als Hochschul- und Spezialchemie-Ingenieur tätig. Zudem besuchte er die Graduiertenschule des Erdöl-Instituts der Aserbaidschanischen Akademie der Wissenschaften.
Als wissenschaftlicher Mitarbeiter des Instituts für Erdöl und der Akademie der Wissenschaften Aserbaidschans wurde er 1954 zu dessen wissenschaftlichem Sekretär ernannt. 1959 wurde er in Chemie promoviert. Von 1962 bis 1974 war er Leiter des Labors am Institut für petrochemische Prozesse. 1968 habilitierte er sich und wurde zum Professor ernannt. 1972 war er Mitbegründer des Nachitschewan-Forschungszentrums. 1972 wurde er zum korrespondierenden Mitglied der Sowjetischen Akademie der Wissenschaften ernannt. Von 1973 bis 1981 war er akademischer Sekretär der Abteilung für chemische Wissenschaften der Akademie der Wissenschaften Aserbaidschans, seit 1975 Direktor und Leiter des Laboratoriums für Oxidationsprozesse des Instituts für Theoretische Probleme der Chemie und Technologie der Akademie der Wissenschaften Aserbaidschans. 1976 wurde er Mitglied der Akademie der Wissenschaften und war seit 1990 Leiter der Abteilung für chemische Wissenschaften der Akademie.
Von 1997 bis 2007 war er wissenschaftlicher Sekretär des Präsidiums der Nationalen Akademie der Wissenschaften. Seit 2002 war er Direktor des Instituts für Chemische Probleme der Nationalen Akademie der Wissenschaften Aserbaidschans.
Schachtachtinski hat über 600 wissenschaftliche Arbeiten veröffentlicht und wurde mit den höchsten Auszeichnungen des Landes geehrt.